# Wenlock und Mandeville

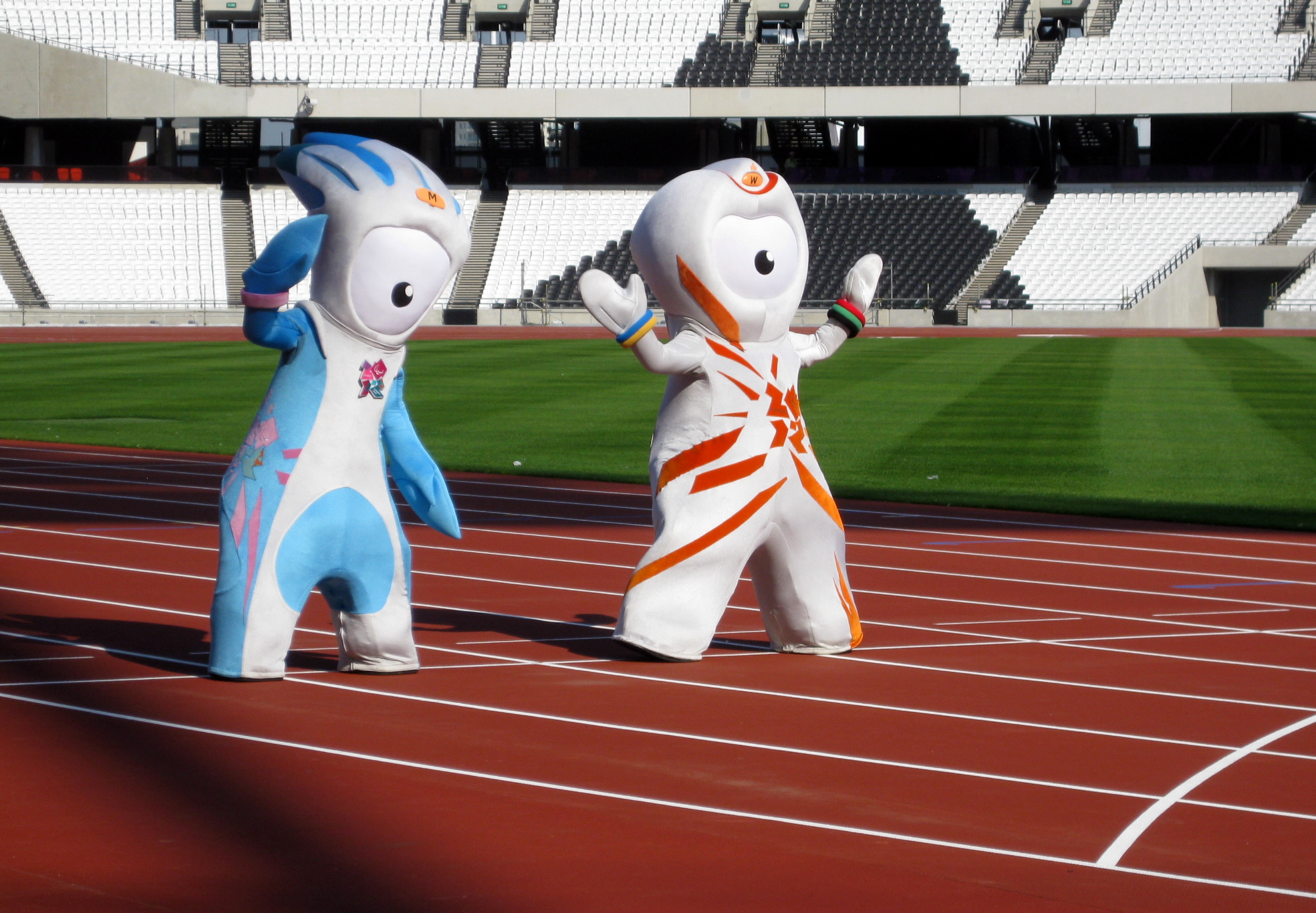
Wenlock und Mandeville

Wenlock und Mandeville waren die offiziellen Maskottchen der in London stattfindenden Olympischen Spiele 2012 und der sich anschließenden Paralympics.
Die Maskottchen wurden der Öffentlichkeit erstmals am 19. Mai 2010 vorgestellt. Zum zweiten Mal nach den Olympischen Winterspielen 2010 wurden die Maskottchen der Olympischen Spiele und der Paralympics zum gleichen Zeitpunkt präsentiert.
Die Figuren Wenlock und Mandeville stellen zwei Stahl-Tropfen der Stahlindustrie in Bolton dar. Ihre Namen gehen zurück auf den Ort Much Wenlock, wo bereits 1850 die Wenlock Olympian Society Annual Games, ein Vorläufer der modernen Olympischen Spiele, stattgefunden hatten, sowie auf Stoke Mandeville, einen Ort in Buckinghamshire, in dem die ersten Rollstuhl- und Amputierten-Weltmeisterschaften ausgetragen wurden.